# 殺したいほど愛されて
『殺したいほど愛されて』（ころしたいほどあいされて、 Unfaithfully Yours ）は1984年公開のアメリカ映画。コメディアン兼音楽家のダドリー・ムーアが主演。
1948年の『殺人幻想曲』（プレストン・スタージェス監督）のリメイク作品。

## ストーリー
世界的に著名な指揮者クロードは、ヴェネチアで知り合った20歳近くも年下の新進女優ダニエラと結婚。演奏旅行中の妻の行動が心配な彼は妻の様子を監視させていたが、雇った探偵から妻が浮気をしているかもしれないとの証拠のビデオを見せられ、楽団の若いバイオリニスト、マックスとの浮気を疑う。嫉妬に狂ったクロードは、ハロウィンパーティで妻ダニエル殺害の完全計画を実行しようとする。

## キャスト
- クロード・イーストマン - ダドリー・ムーア
- ダニエラ・イーストマン - ナスターシャ・キンスキー
- マクシミリアン・ステイン（マックス） - アーマンド・アサンテ
- ノーマン・ロビンス - アルバート・ブルックス
- カーラ・ロビンス - キャシー・イエーツ
- ジュゼッペ - リチャード・リバティーニ
- 私立探偵ジェス - リチャード・Ｂ・シャル

※日本語吹替は、1984年に公開されたJAL機内上映版が存在する。

## スタッフ
- 監督 : ハワード・ジーフ
- 脚本 : ヴァレリー・カーティン・バリー・レヴィンソン・ロバート・クレイン
- 原案 : プレストン・スタージェス
- 製作 : ジョー・ワイザン・マーヴィン・ワース・プロ
- 製作総指揮 : ダニエル・メルニック
- 音楽 : ビル・コンティ
- 撮影 : デヴィッド・M・ウォルシュ
- 編集 : シェルドン・カーン
- 衣装 : クリスティー・ジー
- 美術 : アルバート・ブレナー

## エピソード
- クロードとマックスがバイオリン演奏で張り合うシーンは、音楽家でもあるダドリー・ムーアが実際に演奏した。アーマンド・アサンテもバイオリンが得意なため、代役無しで撮影された。（マックスの演奏音のみ吹替）